# Municipio de Grant (condado de Adams)
El municipio de Grant (en inglés: Grant Township) es uno de los doce municipios ubicados en el condado de Adams en el estado estadounidense de Iowa. En el año 2000 el municipio tenía una población de 206 habitantes y una densidad poblacional de 2,2 personas por km².

## Geografía
El municipio de Grant se encuentra ubicado en las coordenadas 40°56′58″N 94°32′14″O / 40.94944, -94.53722..